# Herb gminy Trzebieszów
Herb gminy Trzebieszów – symbol gminy Trzebieszów, ustanowiony 28 lutego 2000.

## Wygląd i symbolika
Herb przedstawia na tarczy w polu zielonym dwa wspięte konie: czarny i biały, ponad brązowym pniakiem ze złotymi słojami, a ponad nimi złotą koronę. Konie i korona nawiązują do średniowiecznej stacji królewskiej w Trzebieszowie na trakcie z Krakowa do Wilna, korona dodatkowo oznacza przynależność terenów gminy do królewszczyzny, natomiast pniak nawiązuje do nazwy gminy (trzebież oznacza miejsce, w którym wycięto las).